# 东岔站
东岔站位于中华人民共和国甘肃省天水市麦积区东岔镇，是徐兰客运专线西段宝兰客运专线上的高铁站，原计划于2017年7月9日启用，但暂无列车停靠，由兰州铁路局管辖。

## 歷史
- 2019年5月7日 - 5月6日下午1时25分许，由兰州西发往天水东岔的D8972次动车驶入东岔高铁站，标志着天水东岔站正式开通运营。

## 外部連結
- 中国铁路客户服务中心（页面存档备份，存于）